# Beethoven 5
Beethoven 5 (Beethoven's 5th) je americká rodinná komedie z roku 2003.

## Děj
Sara Newtonová, známá z předchozích dvou filmů, se spolu s bernardýnem Beethovenem rozhodne strávit prázdniny u svého strýčka Freddyho v malém městě, kde se dříve těžila rtuť. Jednou se spolu vydají k jezeru, kde Beethoven najde starou desetidolarovou bankovku, na které je místo Alexandera Hamiltona Andrew Jackson. Vyjde najevo, že se jedná o starou bankovku z počátku 20. století. Bankovka je pravá, pochází z lupu zlodějů Moea a Rity Seligových, a vzhledem ke své výjimečnosti je velmi cenná.
Všichni obyvatelé města se vydají do lesů a k jezeru pátrat po pokladu. V místní knihovně zmizí všechny informace o Moeovi a Ritě – později vyjde najevo, že je schoval knihovník, syn Moea a Rity. Beethoven je unesen starostou města Haroldem Hermanem, který se chce pokladu zmocnit. Beethoven mu ale uteče, vrátí se k Freddymu a Saře a pomůže jim najít peníze. Ty se jim znovu pokusí Herman ukrást, ale nevyjde mu to a je zatčen. Freddy nechá za peníze, které nalezl opravit místní knihovnu a koupí šerifce nové auto. Sara s Beethovenem se vracejí do města, ale slíbí, že příští rok přijedou na prázdniny znovu.

## Obsazení
| Dave Thomas       | Freddy Kablinski   |
| Faith Ford        | Julie Dempseyová   |
| Daveigh Chase     | Sara Newtonová     |
| Tom Poston        | John Giles / Selig |
| Katherine Helmond | Cora Wilkensová    |
| Sammy Kahn        | Garrett            |
| Richard Riehle    | Vaughn Carter      |
| Clint Howard      | Owen Tuttle        |
| Kathy Griffin     | Evie Klingová      |
| John Larroquette  | Harold Herman      |
| Rodman Flender    | Moe Selig          |
| Tina Illman       | Rita Seligová      |